# 芝国際中学校・高等学校

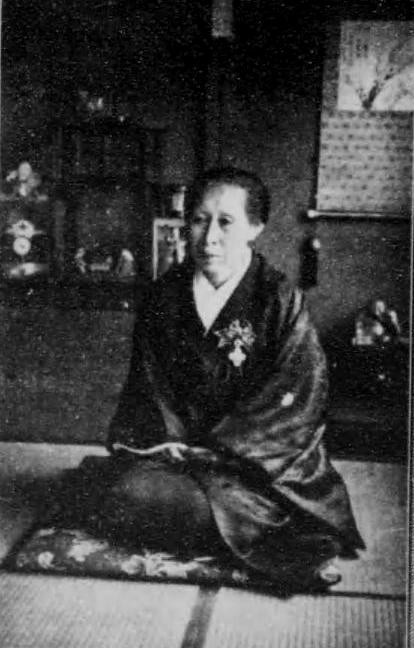
初代校長・棚橋絢子

芝国際中学校・高等学校（しばこくさいちゅうがっこう・こうとうがっこう）は、東京都港区芝四丁目に所在する私立の中学校・高等学校。

## 概要
教育理念は「人の中なる人となれ」「挑戦 行動 突破 そして貢献へ」。
中学では本科コース、国際ADVANCEDコース、国際COREコース(募集停止)を、高校は最難関選抜コース、国際ADVANCEDコース、特別進学コース(募集停止)、難関選抜コース(募集停止)、国際COREコース(募集停止)を展開している。
元々は女子校で、東京府下で最初に設立された私立高等女学校の1つである「東京高等女学校」を起源とし、2023年までは「東京女子学園中学校・高等学校」の名称だった。女子教育を推進し、自立した女性・世界とつながる女性・教養と行動力を兼ね備えた女性の育成を掲げてきた 。2020年4月には慶應義塾大学総合政策学部学部長・同湘南藤沢中等部・高等部の部長を歴任した河添健が校長に就任（校名変更と共学化に伴い、2023年3月で退任）。
同年度の中学入試において、日本初の「スマホ持ち込みOK入試」を実施。学術的な評価も高く、多くのメディアやSNSで取り上げられた。
2023年に迎える創立120周年にむけて、「文理融合」の教育改革に着手。同年4月に「芝国際中学校・高等学校」に改称し、男女共学化、新校舎への移転を行った。

## 沿革

### 東京女子学園中学校・高等学校
- 1903年 - 棚橋一郎らが私立東京高等女学校を開校、一郎の母親で名古屋市立第一高等女学校校長だった棚橋絢子を校長に迎える。
- 1922年 - 校名を東京高等女学校と改称し、修業年限を5年とする
- 1938年 - 財団法人東京高等女学校に改組
- 1947年 - 中学校・高等学校を併設
- 1948年 - 東京女子中学・高等学校と改称
- 1951年 - 学校法人東京女子学園に改組
- 1984年 - A館・C館・体育館の落成祝賀会を挙行
- 1991年 - 校名を東京女子学園中学校・高等学校と改称、国際・英語コース開設
- 1993年 - 高等学校にコース制（文系・理系・文理）を採用
- 1995年 - B館落成祝賀式を挙行
- 2020年 - 高等学校のコースを「国際教養コース」「未来創造コース」の2コースに改編
- 2020年 - 神田外語大学・情報経営イノベーション専門職大学と高大連携協定を締結

### 芝国際中学校・高等学校
- 2023年 - 芝国際中学校・高等学校に改称、男女共学化、新校舎へ移転

## 設置課程
- 中学校
  - 本科コース
  - 国際ADVANCEDコース
  - 国際COREコース(募集停止)
- 高等学校
  - 最難関選抜コース
  - 国際ADVANCEDコース
  - 特別進学コース(募集停止)
  - 難関選抜コース(募集停止)
  - 国際COREコース(募集停止)

## 部活動
- 演劇部
- 華道部
- 茶道部
- 箏曲部
- 漫画部
- 軽音楽部
- 吹奏楽部
- 英語部
- 美術部
- 生物部
- 調理部
- 手話部
- 歴史部
- バレーボール部
- バドミントン部
- スキー部
- 卓球部
- ダンス部
- ソフトテニス部
- バスケットボール部
- 硬式テニス部
- eスポーツ部

## 交通
- 都営浅草線・三田線 三田駅 徒歩2分
- JR京浜東北線・山手線 田町駅 徒歩5分
- 都営大江戸線 赤羽橋駅 徒歩10分

## 制服
- 冬服 中学：ブレザー、高校：ブレザー
- 夏服 中学：ブラウス、高校：ブラウス
- 2018年に体操服を新調。通学リュックなども指定。
- 1903年開学以来、正制服に「白線」を用いている。制袴として、紫紺袴の三寸上に「正しく素直に、常に気品と清浄とを保つこと」を表す白線を用いた伝統を継承している。

※ 冬服には正装制服、夏服には重着用のセーターとベストがある。

## 主な出身者・関係者
- 初瀬乙羽 - 宝塚歌劇団卒業生、女優
- 深水藤子 - 女優（中退）
- 山本みどり - 女優
- 安田祥子 - 声楽家
- 梨花 - モデル、タレント
- 中山史奈 - タレント（中退）
- 江口夏実 - 漫画家
- 大竹一重 - 女優
- 宇野美香 - 歌手、アイドルグループ『きゃんきゃん』メンバー。アイドル時代の芸名は唐沢美香。現在の芸名は宇野美香子。